# Procladius tatrensis
Procladius tatrensis är en tvåvingeart som beskrevs av Gowin och Zavrel 1944. Procladius tatrensis ingår i släktet Procladius och familjen fjädermyggor. Inga underarter finns listade i Catalogue of Life.